# Vydra (řeka)

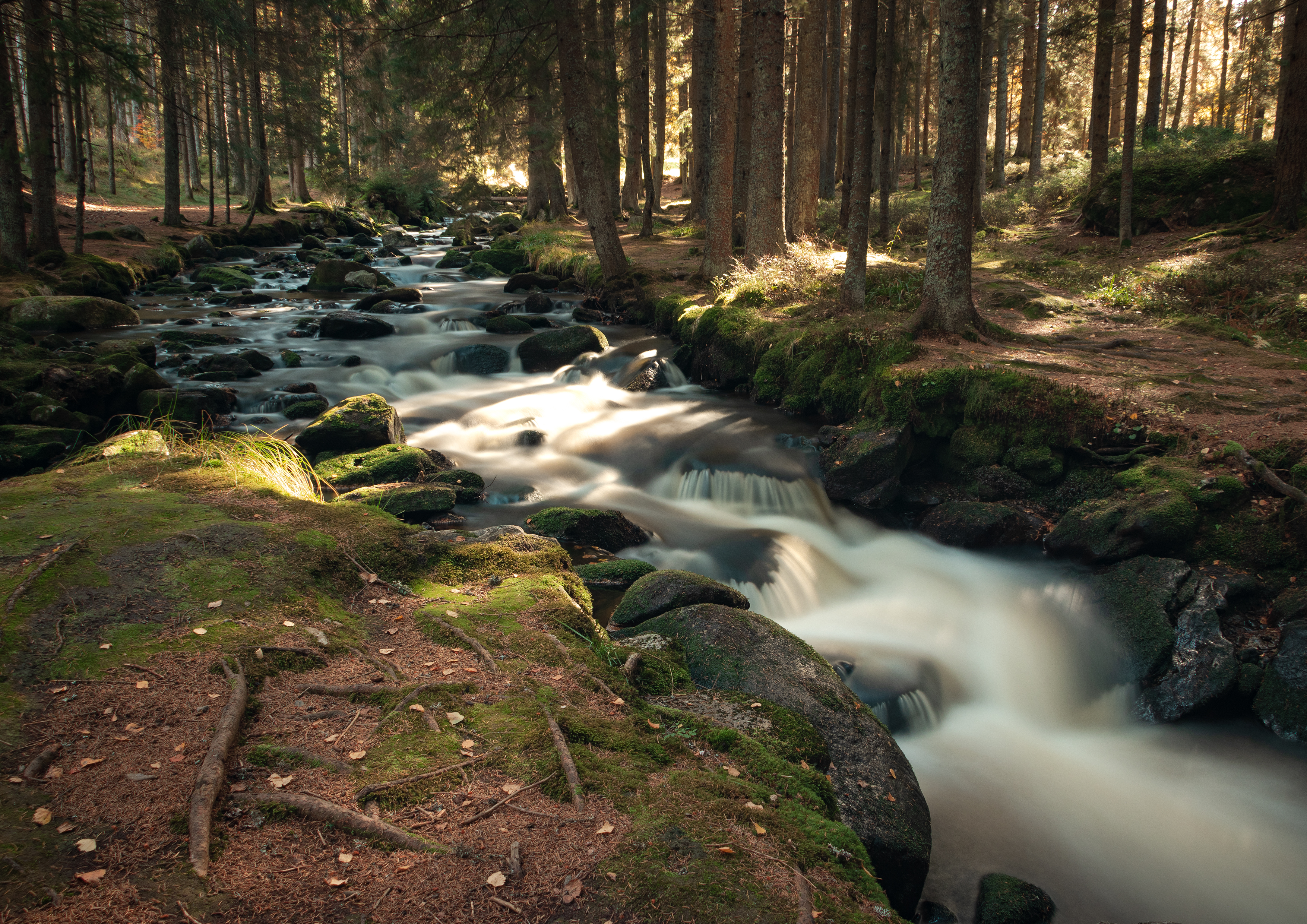
Řeka Vydra v říjnu 2022

Vydra je šumavská řeka, jejímž soutokem s Křemelnou vzniká řeka Otava. Celková délka Vydry (včetně zdrojnic) po soutok s Křemelnou je 23,1 km, plocha povodí je 146,2 km² a průměrný roční průtok nad soutokem činí 4,13 m³/s.

## Jména toku
Na horním toku (od pramene) je nazývána Luzenský potok, po soutoku s Březnickým potokem vzniká Modravský potok. Ten teče severním směrem až k soutoku s Filipohuťským potokem a Roklanským potokem ne severním okraji vesnice Modrava. Od soutoku nese řeka název Vydra.
Celý tok řeky, která dostala svůj název podle výskytu vydry říční, se nachází v Národním parku Šumava.

## Pramen Vydry
Za hlavní zdrojnici Vydry (a tudíž i Otavy) je považován Modravský potok (a jeho přítok Luzenský potok), který pramení na státní hranici s Německem na severozápadním svahu Luzného, na zrašeliněném povrchu Hraniční slati v nadmořské výšce 1215 m.

## Profil toku
Od pramenné oblasti protéká širokým, mělkým údolím, pod Březníkem se údolí náhle zužuje a jeho svahy jsou značně příkré – toto zúžení se pozvolna k severu otevírá a řeka vtéká do kotliny u Modravy. Za modravskou kotlinou se vyderské údolí opět zužuje. Změny údolního profilu sledují také změny sklonu. Mezi Březníkem a Modravou má řeka sklon asi 4 ‰ a mezi Modravou a Antýglem 17,8 ‰. Od Antýglu se sklon Vydry ještě zvětšuje, její údolí zvané v těchto místech Povydří (Schachtelei) se zařezává hlouběji a jeho svahy se stávají příkřejšími. Koryto je zaneseno žulovými balvany vznikajícími silným rozpadem žul masívu Vydry. Nad Turnerovou chatou tvoří Vydra ostrý zákrut z původního směru jih–sever, z něhož se náhle obrací kolmo na východ a pak se stáčí do směru jihovýchod–severozápad, který zachovává až ke Kramlovu Mlýnu, kde se vrací do původního směru. Na říčním úseku dlouhém 1,8 km mezi bývalou Hálkovou chatou a cestou od Buchingrova Dvora má Vydra sklon 55,6 ‰. Žulové balvany zde mají velikost 3–5 m a řeka přes ně stéká prudkými peřejemi. V migmatitovém korytu jsou četné evorzní tvary. Na dalším úseku až k ústí Křemelné se sklon o něco zmenšuje a údolí se stále více otevírá, ale také i prohlubuje.

## Přítoky
Z přítoků horního toku Vydry (nad Modravou) zaslouží pozornost pravostranný 5,0 km dlouhý Ptačí potok, stékající ze severních svahů Malé Mokrůvky (1330 m) a Mrtvého vrchu (1254 m) a 4,1 km dlouhý Černohorský potok, pramenící v Černohorském močálu mezi Čertovým vrchem (1244 m) a Černou horou (1315 m). U Modravy ústí 4,5 km dlouhý Filipohuťský potok, který odvádí vody z Tetřevské slati. Průměrný sklon těchto tří toků je kolem 40 ‰. V Modravě ve výšce 979 m n. m. přijímá Vydra z levé strany svůj největší přítok – Roklanský (starší název Mlýnský) potok, dlouhý 13,9 km. Asi 2 km pod Modravou z Vydry odbočuje Vchynicko-tetovský plavební kanál. Pod Antýglem přitéká zprava 9,1 km dlouhý Hamerský potok pramenící v Mezilesní slati. U Turnéřské chaty ústí pravostranné přítoky Popelný potok (Povodňový, 3,1 km) a Zhůřský potok (3,6 km) – oba pramení na svazích Břemena (1156 m). Dalším pravostranným přítokem je krátký Luční potok (1,9 km). Posledním větším přítokem Vydry je zleva přitékající Hrádecký potok (7,2 km), který pramení na severovýchodních svazích Oblíku (1225 m) a propustí protéká přes Vchynicko-tetovský plavební kanál – stejně jako jeho největší přítok, levostranný Studený potok (3,9 km).
Levostranné přítoky Vydry mají obecně menší sklon, zatímco pravostranné přítoky jsou většinou prudké a krátké.

## Mlýny
- Kramlův mlýn – Srní

## Zajímavá místa na toku
- Březník
- Modrava
- Vchynice
- Antýgl
- Turnerova chata
- Čeňkova pila